# Melbourne Renegades
Die Melbourne Renegades sind ein australisches Cricketteam, das in der Big Bash League spielt. Das Heimatstadion ist das Marvel Stadium in Melbourne. Bisher konnte das Team die Big Bash League noch nicht gewinnen.

## Geschichte
Die Melbourne Renegades wurden 2011 mit der Einführung der Big Bash League gegründet. Am 6. April 2011 wurden sie zusammen mit den anderen Teams der Liga vorgestellt und die Farbe Rot zugewiesen. Als Heimstadion wurde das Etihad Stadium festgelegt. Mit den Melbourne Stars gibt es einen Konkurrenten in der eigenen Stadt, der das Test-Stadion Melbournes, den Melbourne Cricket Ground, belegt. Als Kapitän wurde Andrew McDonald ernannt. Als Überseespieler verpflichteten sie die Pakistaner Abdul Razzaq und Shahid Afridi. In der ersten Saison schied das Team schon vorzeitig in der Vorrunde aus, erreichte dabei mit zwei Siegen aus sieben Spielen den siebten Platz.
Zur neuen Saison wurde die Mannschaft stark umgebaut. So verlor man unter anderem Brad Hodge und Glenn Maxwell an den Stadtrivalen, und Shaun Tait und Andrew McDonald an die Adelaide Strikers. Neuverpflichtungen waren unter anderem der Sri-Lanker Muttiah Muralitharan, der West-Indie-Spieler Marlon Samuels und der Pakistaner Fawad Ahmed. Die Saison 2012/13 verlief dann auch erfolgreicher als die vorhergehende. Man konnte sich in der Vorrunde mit sieben Siegen bei einer Niederlage den ersten Platz sichern und sich so für das Halbfinale qualifizieren. Dort trafen sie auf die Brisbane Heat, verloren gegen diese jedoch mit 15 Runs.
Abermals wurde im Vorlauf zur Saison 2013/14 das Team stark verändert. Neuverpflichtungen waren unter anderem James Pattinson, Peter Siddle und Mohammad Hafeez. Allerdings konnte der Halbfinaleinzug nicht wiederholt werden, da das Team nur drei Spiele gewann und damit Sechster wurde.
Die Saison 2014/15 war abermals geprägt von Wechseln im Team. Matthew Wade, Andre Russell und Shakib Al Hasan wurden neu verpflichtet. Die geplante Ergänzung durch den Neuseeländer Jesse Ryder kam auf Grund von Verletzungen nicht zu Stande und so wurde dieser durch den Engländer Ben Stokes ersetzt. Eine Verbesserung gab es dadurch nicht; wie in der Vorsaison erreichte man mit drei Siegen den sechsten Platz.
Die Saison 2015/16 wurde überschattet durch ein von der Neuverpflichtung Chris Gale gegebenes Interview beim Spiel gegen die Hobart Hurricanes, während dessen Gale anzügliche Bemerkungen gegenüber der Journalistin machte. Das Team geriet unter Druck, den Spieler zu bestrafen und verhängte letztendlich eine Geldstrafe. In der Saison konnte man lange Zeit die Möglichkeit offen halten, sich für das Halbfinale zu qualifizieren, scheiterte jedoch im entscheidenden Spiel gegen die Adelaide Strikers.

## Abschneiden in der Big Bash League
| Jahr    | Spiele | Siege | Niederlagen | No Result | Endplatzierung (Vorrunde) |
| ------- | ------ | ----- | ----------- | --------- | ------------------------- |
| 2011/12 | 7      | 2     | 5           | 0         | Vorrunde (7/8)            |
| 2012/13 | 8      | 7     | 1           | 0         | Halbfinale (1/8)          |
| 2013/14 | 8      | 3     | 5           | 0         | Vorrunde (6/8)            |
| 2014/15 | 8      | 3     | 5           | 0         | Vorrunde (6/8)            |
| 2015/16 | 8      | 3     | 5           | 0         | Vorrunde (5/8)            |
| 2016/17 | 8      | 4     | 4           | 0         | Vorrunde (5/8)            |
| 2017/18 | 10     | 6     | 4           | 0         | Halbfinale (3/8)          |
| 2018/19 | 14     | 8     | 6           | 0         | Sieger (2/8)              |
| 2019/20 | 14     | 3     | 11          | 0         | Vorrunde (8/8)            |